# Kopalnia Guido
Kopalnia Guido (dawniej: Zabytkowa Kopalnia Węgla Kamiennego Guido) – dziś nieczynna kopalnia węgla kamiennego, udostępniona do zwiedzania. Wchodzi w skład Muzeum Górnictwa Węglowego w Zabrzu jako Kompleks Kopalnia Guido. Kompleks to dwie sąsiadujące ze sobą lokalizacje w Zabrzu: przy ul. 3 Maja 93 (Kopalnia Guido) oraz przy ul. 3 Maja 93a (Hostel Guido).

## Historia Kopalni Guido
Kopalnia została założona przez hrabiego Guido Henckel von Donnersmarcka, który otrzymał nadanie górnicze 2 października 1855 roku, a założony obiekt otrzymał jego imię. Pole górnicze Kopalni Guido, o powierzchni 1,03 km², rozciągało się na pograniczu ówczesnych wsi Dorotheendorf i Makoschau. Wcześniejsze wiercenia w tym rejonie sugerowały, że to pole górnicze będzie zasobne w złoża węgla, podobnie jak pobliska państwowa kopalnia Królowa Luiza (Königin Luise Grube). Hrabia Guido Henckel von Donnersmarck, budując nową kopalnię, miał nadzieję na pozyskanie węgla o właściwościach koksowych.
Pod koniec 1855 roku hrabia Guido nakazał rozpoczęcie drążenia pierwszego szybu, który otrzymał nazwę Barbara. Wkrótce napotkano w nim jednak kurzawkę i natrafiono na uskok tektoniczny, co w 1856 roku spowodowało, po zgłębieniu zaledwie 30 metrów, przerwanie drążenia szybu. Praktycznie równolegle podjęto drążenie szybu Concordia (częściej pojawiała się nazwa Kunstschacht, a ostatecznie otrzymał nazwę Guido), który w 1859 r. osiągnął głębokość 97 m.
W następnym roku został w nim oddany do eksploatacji pierwszy poziom wydobywczy na poziomie 80 metrów. Tu jednak prace również napotkały na trudności związane z zaburzeniami tektonicznymi, skutecznie utrudniającymi wydobycie. W 1862 r. na głębokości 117 m szyb Concordia przerwał warstwę wodonośną i prace zostały wstrzymane.  W latach 60. XIX wieku Kopalnia Guido eksploatowała pokłady węgla na poziomie 80 metrów: pokład Reden (509) i Pochhammer (510). W tym czasie szyb Guido był zarówno szybem wydobywczym jak i odwadniającym podziemne wyrobiska. Aby zgromadzić kapitał inwestycyjny na jego odwodnienie i dalsze roboty górnicze Donnersmarck zawiązał spółkę z Górnośląskim Towarzystwem Kolejowym (Oberschlesische Eisenbahn Gesellschaft).
W 1870 roku przystąpiono do osuszenia szybu Kunstschacht (Guido), po czym podjęto jego dalsze zgłębianie do 170 m. W 1872 r. wznowione zostało wydobycie na poziomie 80 m, a urobek wyciągano zainstalowanym wyciągiem z maszyną parową. Tym samym szybem prowadzono również odwadnianie wyrobisk. Równocześnie trwały prace związane z drążeniem niezbędnego dla kopalni drugiego szybu, który na cześć nowego wspólnika Donnersmarck nazwał szybem Eisenbahn (Kolejowy). Uruchomiono go w 1880 r. Nad nim stanęła też prawdopodobnie wieża basztowa, a w jego sąsiedztwie usytuowano parową maszynę wyciągową w ceglanym budynku, kotłownię i administrację.
W 1885 r. wydobyto rekordową w historii kopalni ilość węgla: 313 tys. ton, jednak z powodu generalnie niskiej rentowności w 1887 roku hrabia Guido sprzedał kopalnię Państwowemu Górniczemu Skarbowi Pruskiemu (Königlich–Preussischer Bergfiskus) określanemu mianem Fiskus. Od tej chwili stanowiła ona własność państwową. Została włączona jako Pole Południowe do państwowej kopalni „Królowa Luiza”.
Pole Południowe Kopalni Królowa Luiza potrzebowało nowych inwestycji. Wobec tego pogłębiono szyb Guido do poziomu 320 metrów (tak naprawdę w bliskim sąsiedztwie szybu Guido wydrążono szybik, który połączył poziom 170 z kolejnym poziomem wydobywczym). Na początku lat 90. XIX wieku wydobycie węgla wyraźnie spadło ze względu na trudne warunki eksploatacyjne oraz na fakt, że pozyskiwany węgiel nie nadawał się do koksowania. W tym czasie zgłębiono szyb Kolejowy do głębokości 314 metrów (docelowo osiągnął  336,63 metra), a w 1901 r. zbudowano nad nim stalową wieżę wyciągową.
Na początku XX wieku wodę z wyrobisk Kopalni Guido  wykorzystywano do pozyskiwania energii poprzez uruchomienie elektrowni wodnej pod ziemią.
W pierwszych latach XX w. na południe od kopalni „Guido” wybudowano nową kopalnię „Delbrück” („Delbrückgrube” – późniejsza kopalnia „Makoszowy”), wydobywającą węgiel koksujący. Obok niej powstała koksownia. W 1904 r. dokonano podziemnego połączenia wyrobisk obu kopalń, a w 1912 r. kopalnię „Guido” formalnie włączono do kopalni „Delbrück”. Odtąd wydobycie odbywało się w zasadzie szybami w Makoszowach, zaś szyb Guido stanowił główny zespół odwadniający dla całego rejonu.
W 1922 roku, po podziale Górnego Śląska, kopalnia Guido wraz z kopalnią Delbrück pozostały po stronie niemieckiej, wchodząc w skład państwowego koncernu „Preussag”. Jednak załoga kopalniana wówczas pochodzi z Makoszów, które po podziale Górnego Śląska zostały przydzielone Polsce.  
Po wyeksploatowaniu złóż węgla dawna kopalnia „Guido” straciła na znaczeniu. W 1928 r. szyb Guido został unieruchomiony, a Kolejowy przestał pełnić funkcję szybu wydobywczego. Pozostał natomiast szybem zjazdowym dla załogi i materiałów. W jego sąsiedztwie powstał obszerny plac drzewny wraz z pojemnym zbiornikiem przeciwpożarowym (zasypanym dopiero na początku XXI w.). W latach 1927–1931 zmodernizowano zespół szybu Kolejowy, budując nowe nadszybie oraz instalując w przebudowanej maszynowni nową, elektryczną maszynę wyciągową koprodukcji AEG Berlin (układy elektryczne) oraz Preussische Bergwerks und Hütten Akt. Ges. Hüttenwerke Gleiwitz Malapana (układy mechaniczne).
Po II wojnie światowej obszar byłej Kopalni Guido wyszczególniony został jako „Ruch Guido”. Wybierano pozostałości po pokładach z grupy siodłowej i likwidowano filary ochronne. Redukowano liczbę załogi podziemnej w ruchu Guido. Szyb Guido utracił swoją funkcję wentylacyjną. W 1962 roku został unieruchomiony poprzez decyzję wydaną przez Okręgowy Urząd Górniczy w Gliwicach. W 1979 roku szyb ten został zasypany do poziomu 170 metrów. Natomiast szyb Kolejowy utracił funkcję szybu zjazdowego i aż do 1967 roku służył jedynie do opuszczania materiałów niezbędnych do pracy górników oraz drewna do budowy obudowy.
Obszar dawnej Kopalni Guido w 1967 roku został przekazany Zakładom Konstrukcyjno–Mechanicznym Przemysłu Węglowego. Utworzono na jej terenie Kopalnię Doświadczalną M-300, której głównym zadaniem było testowanie nowych maszyn i urządzeń górniczych. W trakcie działalności Kopalnia M-300 wybierała pozostałości pokładu 620 na poziomie 400 metrów. W 1975 roku dawne Pole Południowe Kopalni Królowa Luiza przeszło w ręce Centralnego Ośrodka Projektowo–Konstrukcyjnego KOMAG.
W 1982 roku została podpisana umowa między dyrektorem Kopalni Doświadczalnej M- 300 a Muzeum Górnictwa Węglowego w Zabrzu, które wówczas reprezentowała Krystyna Barszczewska. Zgodnie z zapisami umowy, część wyrobisk miała zostać przystosowana dla celów skansenu podziemnego.

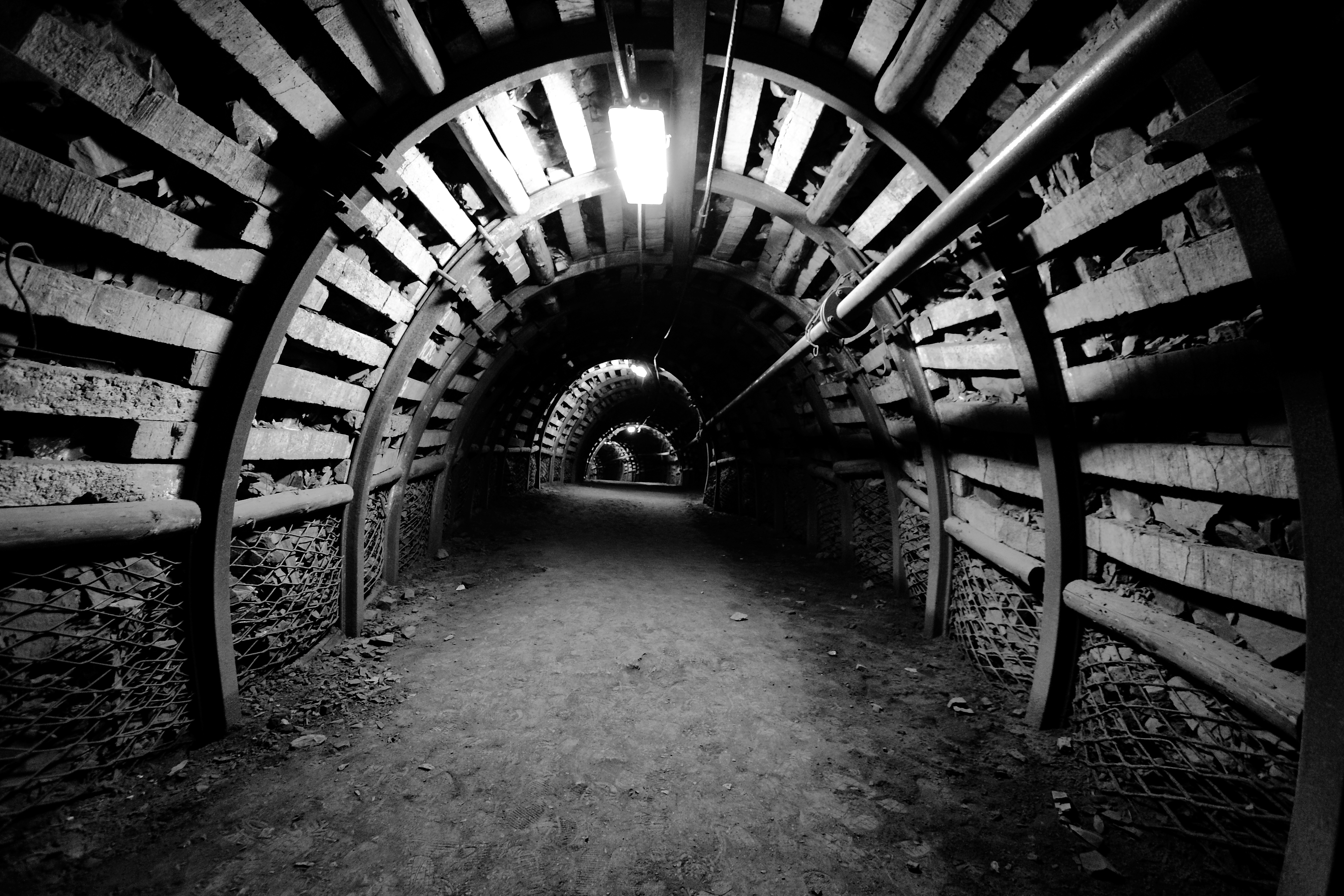
Chodnik w kopalni

W tym samym roku „na poziomie 170 utworzony został Skansen Górniczy Guido udostępniony do zwiedzania, wpisany następnie do rejestru zabytków. W 2000 r. na fali obniżania za wszelką cenę kosztów w przemyśle węglowym, przystąpiono do demontażu unikatowej, podziemnej kopalni, którą można było zwiedzać. Jednakże zaangażowanie wielu instytucji, przede wszystkim samorządu miejskiego Zabrza, Urzędu Marszałkowskiego Województwa Śląskiego i osób prywatnych doprowadziło do zatrzymania działań likwidatorskich i utworzenia w 2007 roku Zabytkowej Kopalni „Guido”, jako samodzielnej instytucji kultury Miasta Zabrze i Województwa Śląskiego”. W tym samym roku ponownie do użytku turystom został oddany poziom 170, natomiast rok później poziom 320. W lutym 2015 roku otwarty został podpoziom 355.

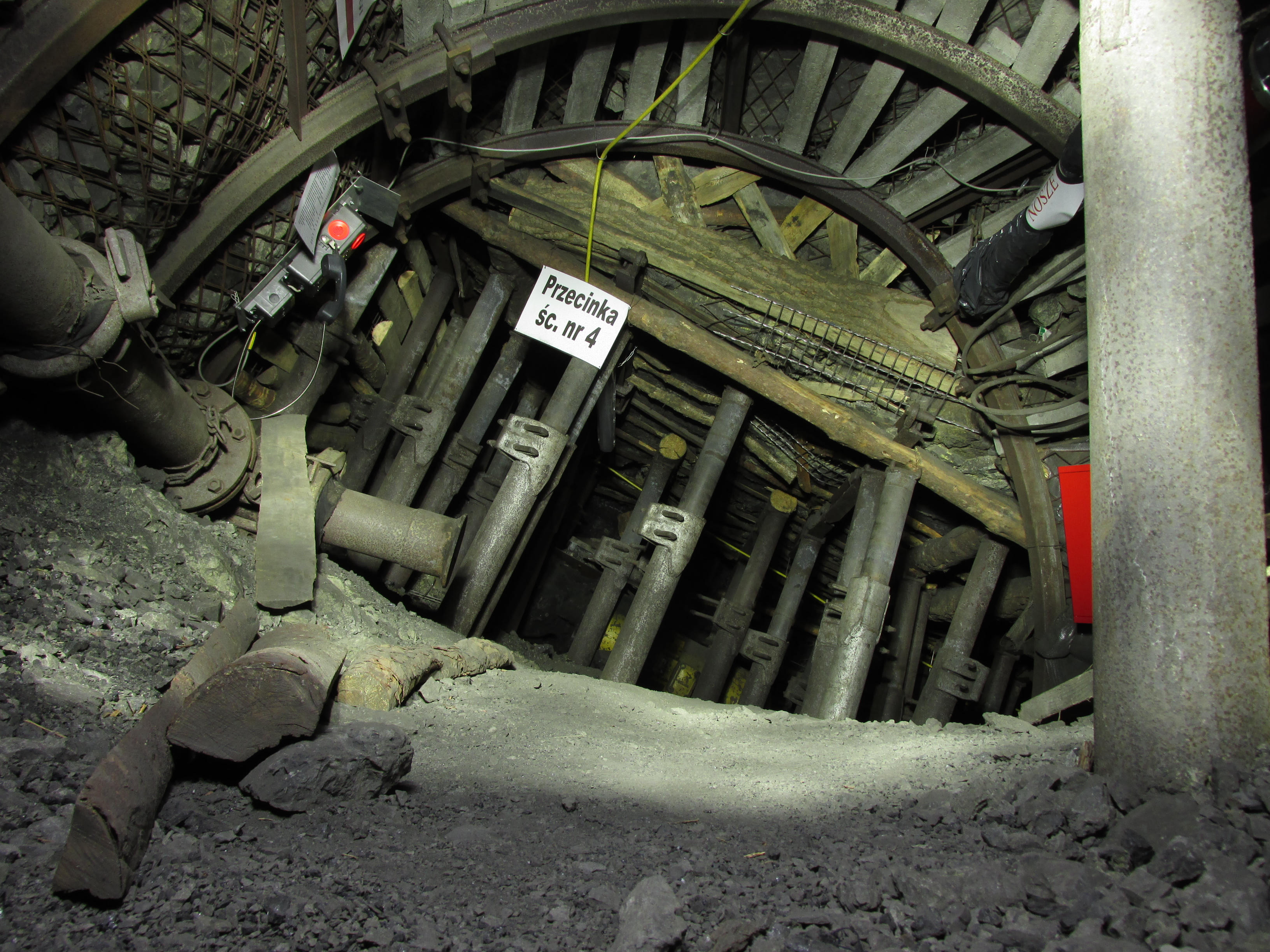
Ściana nr 4 na trasie 355 otwartej w 2016 r.

W kwietniu 2013 r. połączono Kopalnię „Guido” z Muzeum Górnictwa Węglowego w Zabrzu w jedną instytucję o nazwie Muzeum Górnictwa Węglowego w Zabrzu.

## Oferta Kompleksu Kopalnia Guido
- Zwiedzanie Kopalni Guido możliwe jest na dwóch poziomach 170, 320 i podpoziomie 355.  Podczas zwiedzania można zobaczyć jak działa elektryczna maszyna wyciągowa z 1927 roku, zjechać do podziemi szolą (windą) górniczą. Trasy obejmują podziemne wyrobiska z czasów prowadzenia eksploatacji na Kopalni „Guido”. Prezentowane są podziemne stajnie, kaplica św. Barbary, która znajduje się 170 metrów pod powierzchnią ziemi, czy pracujące maszyny górnicze. Wycieczka na Guido to również przejazd podwieszaną kolejką elektryczną, czy spotkanie w podziemnym pubie położonym 320 metrów pod ziemią.

- Mroki Kopalni to trasa w Kopalni „Guido”, która przebiega przez  poziom 320 i 355 ze ścianą wydobywczą z końca XX wieku.

- Górnicza Szychta to zwiedzanie Kopalni Guido w stroju sztygarskim i z pełnym ekwipunkiem górniczym i wykonywanie drobnych prac górniczych.
- Strefa K8 – to nowoczesna strefa kultury, biznesu i rozrywki, zlokalizowana 320 metrów pod powierzchnią ziemi w Kopalni Guido. Tworzą ją cztery komory, które po rewitalizacji ze środków unijnych zyskały zupełnie nowe oblicze.

## Hostel Guido
W ramach Kompleksu Kopalni Guido można także skorzystać z oferty Hostelu Guido. To nowoczesny obiekt noclegowo-konferencyjny, zlokalizowany blisko centrum miasta Zabrze, bezpośrednio przy Kopalni Guido. Obiekt oferuje 85 miejsc noclegowych w 24 pokojach dwu-, trzy-i czteroosobowych. Do dyspozycji gości jest duży parking oraz wspólna, dobrze wyposażona kuchnia.